# Barberá Rookies 2019
Questa voce raccoglie le informazioni riguardanti i Barberá Rookies nelle competizioni ufficiali della stagione 2019.

## Maschile

### XXXI LCFA Senior

#### Stagione regolare
| 3 novembre 2018, ore 16:00 | Barberá Rookies | 12 – 30 referto | Barcelona Uroloki |  |

| 17 novembre 2018, ore 15:00 | L'Hospitalet Pioners | 0 – 7 referto | Barberá Rookies |  |

| 1º dicembre 2018, ore 16:00 | Barberá Rookies | 48 – 7 referto | Barcelona Búfals |  |

| 16 dicembre 2018, ore 16:00 | Reus Imperials | 0 – 34 referto | Barberá Rookies |  |

| 12 gennaio 2019, ore 16:00 | Barberá Rookies | 28 – 0 referto | Ducs Football |  |

| 27 gennaio 2019, ore 16:00 | Barcelona Pagesos | 13 – 20 referto | Barberá Rookies |  |

| 9 febbraio 2019, ore 16:00 | Barberá Rookies | 28 – 7 referto | Argentona Bocs |  |

| 23 febbraio 2019, ore 16:00 | Barberá Rookies | 52 – 0 referto | Riudoms Rebels |  |

| 10 marzo 2019, ore 12:30 | Terrassa Reds | 14 – 20 referto | Barberá Rookies |  |

| 23 marzo 2019, ore 16:00. | Barberá Rookies | 48 – 0 referto | Vilafranca Eagles |  |

| 7 aprile 2019, ore 12:00 | Santa Coloma de Cervelló Legends | 0 – 36 referto | Barberá Rookies |  |

### Playoff
| 28 aprile 2019, ore 12:00 | Barberá Rookies | 14 – 39 referto | L'Hospitalet Pioners |  |

### Statistiche di squadra
| Competizione      | %Vittorie | In casa | In casa | In casa | In casa | In casa | In casa | In trasferta | In trasferta | In trasferta | In trasferta | In trasferta | In trasferta | Totale | Totale | Totale | Totale | Totale | Totale |
| Competizione      | %Vittorie | G       | V       | N       | P       | Pf      | Ps      | G            | V            | N            | P            | Pf           | Ps           | G      | V      | N      | P      | Pf     | Ps     |
| ----------------- | --------- | ------- | ------- | ------- | ------- | ------- | ------- | ------------ | ------------ | ------------ | ------------ | ------------ | ------------ | ------ | ------ | ------ | ------ | ------ | ------ |
| Stagione regolare | .909      | 6       | 5       | 0       | 1       | 216     | 44      | 5            | 5            | 0            | 0            | 117          | 27           | 11     | 10     | 0      | 1      | 333    | 71     |
| Playoff           | .000      | 1       | 0       | 0       | 1       | 14      | 39      | 0            | 0            | 0            | 0            | 0            | 0            | 1      | 0      | 0      | 1      | 14     | 39     |
| Totale            | .833      | 7       | 5       | 0       | 2       | 230     | 83      | 5            | 5            | 0            | 0            | 117          | 27           | 12     | 10     | 0      | 2      | 347    | 110    |

## Femminile

### LNFA Femenina 9×92019

#### Stagione regolare
| Barberà del Vallès 2 febbraio 2019, ore 16:00 | Barberá Rookies | 20 – 6 referto | L'Hospitalet Pioners | Instal·lacions de Can Llobet |

| Valencia 9 febbraio 2019, ore 17:30 | Valencia Firebats | 8 – 30 referto | Barberá Rookies | Estadio Municipal Jardín del Turia |

| Barberà del Vallès 24 febbraio 2019, ore 10:30 | Barberá Rookies | 22 – 2 referto | Barcelona Búfals | Instal·lacions de Can Llobet |

| Badalona 3 marzo 2019, ore 16:15 | Badalona Dracs | 0 – 46 referto | Barberá Rookies | Campo de Fútbol Pomar |

| L'Hospitalet de Llobregat 30 marzo 2019, ore 15:00 | L'Hospitalet Pioners | 6 – 34 referto | Barberá Rookies | Complex Esportiu L'Hospitalet Nord |

| Barberà del Vallès 13 aprile 2019, ore 16:00 | Barberá Rookies | 28 – 14 referto | Valencia Firebats | Instal·lacions de Can Llobet |

| Barcellona 28 aprile 2019, ore 11:30 | Barcelona Búfals | 6 – 42 referto | Barberá Rookies | Camp de Futbol de la Barceloneta |

| Barberà del Vallès 11 maggio 2019, ore 16:00 | Barberá Rookies | 42 – 0 referto | Badalona Dracs | Instal·lacions de Can Llobet |

### Playoff
| Murcia 25 maggio 2019 | Barberá Rookies | 6 – 12 | Valencia Firebats |  |

### Statistiche di squadra
| Competizione      | %Vittorie | In casa | In casa | In casa | In casa | In casa | In casa | In trasferta | In trasferta | In trasferta | In trasferta | In trasferta | In trasferta | Totale | Totale | Totale | Totale | Totale | Totale |
| Competizione      | %Vittorie | G       | V       | N       | P       | Pf      | Ps      | G            | V            | N            | P            | Pf           | Ps           | G      | V      | N      | P      | Pf     | Ps     |
| ----------------- | --------- | ------- | ------- | ------- | ------- | ------- | ------- | ------------ | ------------ | ------------ | ------------ | ------------ | ------------ | ------ | ------ | ------ | ------ | ------ | ------ |
| Stagione regolare | 1.000     | 4       | 4       | 0       | 0       | 112     | 22      | 4            | 4            | 0            | 0            | 152          | 20           | 8      | 8      | 0      | 0      | 264    | 42     |
| Playoff           | .000      | 1       | 0       | 0       | 1       | 6       | 12      | 0            | 0            | 0            | 0            | 0            | 0            | 1      | 0      | 0      | 1      | 6      | 12     |
| Totale            | .889      | 5       | 4       | 0       | 1       | 118     | 34      | 4            | 4            | 0            | 0            | 152          | 20           | 9      | 8      | 0      | 1      | 270    | 54     |